# Silas (angolski piłkarz)
Silas, właśc. César Muhongo (ur. 23 września 1978) – angolski piłkarz występujący na pozycji obrońcy.
Wraz z zespołem AS Aviação zdobył trzy razy mistrzostwo Angoli (2002, 2003, 2004).
W reprezentacji Angoli zadebiutował 23 lipca 2000 w przegranym 1:2 meczu Pucharu COSAFA 2000 z Lesotho. W latach 2000–2001 w drużynie narodowej rozegrał trzy spotkania.